# ليون شوستر
ليون شوستر (بالإنجليزية: Leon Schuster)‏ (و. 1951  م) هو مخرج أفلام، وكاتب سيناريو، وممثل أفلام، وممثل كوميدي، ومغني جنوب أفريقي.

## التعليم
تعلم في جامعة الولاية الحرة
.

## وصلات خارجية
- ليون شوستر على موقع IMDb (الإنجليزية)
- ليون شوستر على موقع ألو سيني (الفرنسية)
- ليون شوستر على موقع ميوزك برينز (الإنجليزية)
- ليون شوستر على موقع أول موفي (الإنجليزية)
- ليون شوستر على موقع قاعدة بيانات الأفلام السويدية (السويدية)
- ليون شوستر على موقع ديسكوغز (الإنجليزية)
- ليون شوستر على موقع قاعدة بيانات الفيلم (الإنجليزية)
- ليون شوستر على موقع كينوبويسك (الروسية)